# Tip tap (album)
Tip tap è l'album di debutto della cantante italiana Cristina Zavalloni, l'unico della sua infanzia, pubblicato dalla casa discografica Fontana (catalogo 6492 124) nel 1982; precisamente quando lei aveva solo 9 anni.
Si tratta anche dell'ultimo album del musicista El Pasador (padre della cantante), di cui sono gli arrangiamenti e la direzione orchestrale-corale.

## Tracce
Tutte le musiche sono di El Pasador.

### Lato A
Testi di Scandolara-Fantone-Siena, eccetto dove indicato.
1. La chitarra e il contrabbasso – 2:59
2. Lezione di pianoforte e canto – 3:28
3. Il violino – 2:21 (testo: Lino Palmieri)
4. La tromba – 3:12 (testo: Guido Fiandra)
5. Il bombardino – 3:58
6. Il contrabbasso – 2:05
7. Tim tom tam – 3:58

Durata totale: 22:01

### Lato B
1. Il flauto magico – 2:33 (testo: Scandolara-Fantone-Siena)
2. La batteria – 2:45 (testo: Scandolara-Fantone-Siena)
3. La ballata del trenino – 3:27 (testo: Lino Palmieri)
4. Sogno e felicità – 3:39 (testo: Guido Fiandra)
5. Music-land – 2:30 (testo: Fiandra-Beretta)
6. Mettiti la maglia – 3:17 (testo: Antonio "Contiento" Mazzilli)
7. Papà ha la bua (sigla del programma televisivo Tip tap) – 3:20 (testo: Contiento-Fantone-Siena)

Durata totale: 21:31

## Staff artistico
- Cristina Zavalloni – voce solista
- El Pasador – voce, direzione orchestrale-corale